# Полулапчатый гусь
Полулапчатый гусь (лат. Anseranas semipalmata) — единственный вид семейства Anseranatidae отряда гусеобразных птиц. Иногда его классифицируют как отдельный род в семействе утиных (Anatidae). Однако не менее вероятно, что полулапчатый гусь более близко связан с паламедеями (Anhimidae), так как разделяет с ними некоторые свойства. К ним относятся сравнительно длинные лапы, длинная шея и сильно редуцированные плавательные перепонки. С другой стороны, широкий клюв оранжево-жёлтого либо красного цвета, переходящий у своего основания в становящийся с возрастом всё бо́льшим горбик, является типичным утиным признаком. Оперение на шее, голове, верхней части ног и на краях крыльев чёрное, а помимо этих мест — белое. Ноги у полулапчатого гуся оранжевого цвета. Ещё одной особенностью является то, что во время линьки полулапчатые гуси, в отличие от других гусей, не утрачивают способности летать, так как у них не сразу выпадают все необходимые для полёта перья, а лишь постепенно.
Самцы достигают длины 75—90 см и массы от 1838 до 3195 г; размах крыльев 130—180 см. Самки, как правило, несколько мельче, достигают длины 70—80 см, массы от 1405 до 2770 г; размах крыльев 125—165 см.

## Питание
В рацион полулапчатых гусей входят водные растения, в особенности зизания.

## Распространение
Полулапчатый гусь встречается на островах Новая Гвинея, Тасмания, в прибрежных северо-восточных регионах Австралии. Эти птицы предпочитают влажные биотопы, такие как долины рек и заливные луга, где нередко живут колониями из нескольких тысяч особей.

## Размножение
Обычно самец образует семейное сообщество с двумя самками. Все вместе участвуют в постройке гнезда, насиживании и воспитании потомства, хотя в сооружении гнезда главную часть работы берёт на себя самец. Период гнездования и насиживания яиц начинается в феврале и длится вплоть до июля. Каждая самка откладывает в гнездо, сооружённое в труднодоступной местности или даже в кронах деревьев, до восьми белых яиц, так что в целом кладка иногда может состоять и из шестнадцати яиц. В отличие от многих утиных, родители тщательно кормят вылупившихся птенцов и заботятся о них.